# 東遠
東遠（とうえん）は、静岡県遠州地方の東部を指す呼称である。東に牧之原台地を擁し、静岡県の茶の一大生産地である。

## 範囲

### 都市計画区域
都市計画区域の区分では菊川市と掛川市が「東遠広域都市計画」の区域区分に属する（2020年3月時点）。なお、2007年（平成19年）5月18日に変更されるまで、掛川市の一部（旧大東町と旧大須賀町の地域）は「小笠南部」という別の区域区分に属していた。

### 総合都市交通体系調査
総合都市交通体系調査では、2010年（平成22年）から2011年（平成23年）に行われた都市交通マスタープラン策定調査で、掛川市と菊川市が「東遠都市圏」とされた。なお、2001年（平成13年）から2002年（平成14年）に行われた都市交通マスタープラン策定調査では、当時の掛川市、菊川町、小笠町、大東町、大須賀町、浜岡町が「東遠都市圏」とされた。

### 東遠定住圏
第三次全国総合開発計画の定住圏構想に基づくモデル定住圏のひとつとして、東遠定住圏1市7町が定められた。市町村合併により、現在は4市である（灰地は東遠定住圏に含まれない自治体）。
| 地域     | 自治体 (2007年) | 自治体 (1977年) | 郡     | 郡     | 令制国 |
| -------- | --------------- | --------------- | ------ | ------ | ------ |
| 西部地方 | 掛川市          | 掛川市          | 小笠郡 | 佐野郡 | 遠江国 |
| 西部地方 | 掛川市          | 大東町          | 小笠郡 | 城東郡 | 遠江国 |
| 西部地方 | 掛川市          | 大須賀町        | 小笠郡 | 城東郡 | 遠江国 |
| 西部地方 | 菊川市          | 菊川町          | 小笠郡 | 城東郡 | 遠江国 |
| 西部地方 | 菊川市          | 小笠町          | 小笠郡 | 城東郡 | 遠江国 |
| 西部地方 | 御前崎市        | 浜岡町          | 小笠郡 | 城東郡 | 遠江国 |
| 西部地方 | 御前崎市        | 御前崎町        | 榛原郡 | 榛原郡 | 遠江国 |
| 中部地方 | 牧之原市        | 相良町          | 榛原郡 | 榛原郡 | 遠江国 |
| 中部地方 | 牧之原市        | 榛原町          | 榛原郡 | 榛原郡 | 遠江国 |

## 特徴
静岡県西部地方に属し浜松都市圏の外郭をなす小都市圏掛川都市圏を包含するが、遠鉄系と静鉄系両方のバス路線やスーパーマーケットが混在するなど、静岡都市圏の影響力の及ぶ地域でもある。なお、静岡市の政令市移行前は、教育行政上も中部教育事務所の管轄であった。
文化的には祭礼における二輪屋台や三社祭礼囃子とその系統に見られるように中遠地域（袋井市、磐田市、森町）と結びつきが強く、併せて中東遠とも呼ばれる。旧掛川市を流れる逆川や原野谷川は中遠地域と同じく太田川水系に属する。一方、水源は志太地域と同じく大井川用水を受益する。

## 東遠を冠するもの
一部事務組合などの名称に使用されている。
- 東遠広域施設組合（一部事務組合）
- 東遠地区聖苑（火葬場）
- 東遠広域都市計画区域（土地区画整理事業）
- 東遠広域農道（道路）
- 東遠カルチャーパーク総合体育館「さんりーな」（体育館）